# Lago di Piaganini
Il lago di Piaganini è un lago artificiale formato dalla diga della Centrale idroelettrica di San Giacomo, che sbarra il corso del fiume Vomano.
È lungo quasi un chilometro, mentre la sua larghezza media è di circa 30 metri, arrivando ad 80 come larghezza massima. La sua profondità media si attesta a circa 25 metri, con una massima di 43,7.
Il fondale è limoso.
Il lago è popolato da trote, barbi, cavedani e triotti e dalla sponda sinistra, in alcuni punti, è possibile pescare.